# Yosef Mahalal
Yosef Mahalal (en hebreo: יוסף מהלל‎; Jerusalén, Mandato británico de Palestina; 25 de diciembre de 1939-4 de octubre de 2023) fue un futbolista israelí que jugó en la posición de centrocampista.

## Carrera

### Club
| Periodo   | Club                      |
| --------- | ------------------------- |
| 1954–1969 | Bnei Yehuda               |
| 1969–1970 | Hapoel Ashkelon FC        |
| 1970–1971 | Hapoel Tzafririm Holon FC |
| 1971–1973 | Hapoel Yehud FC           |

### Selección nacional
Jugó para Israel en cinco ocasiones de 1962 a 1965 y anotó dos goles. Participó en la Copa Asiática 1964.

## Logros
- Copa de Israel (1): 1967/68
- Copa Toto (1): 1973